# Kürnach
Kürnach é um município da Alemanha, situado no distrito de Würzburgo, no estado da Baviera. Tem 12,29 km² de área, e sua população em 2019 foi estimada em 4.767 habitantes.